# Vorwärts

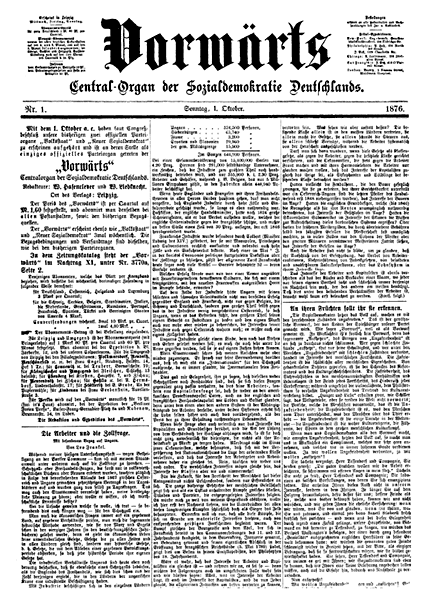
Vorwärts framsida den 1 oktober 1876.

Vorwärts (Framåt) är Tysklands socialdemokratiska partis tidning. Tidningen grundades 1876 som centralorgan för den socialdemokratiska rörelsen i Tyskland. Dess huvudredaktör var 1890−1900 den socialistiske politikern Wilhelm Liebknecht och tidningsmannen och socialdemokraten Friedrich Stampfer 1921−1933.
År 1933 förbjöds tidningen av den nationalsocialistiska regimen. Den återupplivades 1948 som centralorgan för Sozialdemokratische Partei Deutschlands under namnet Neuer Vorwärts. Den är numera en veckotidning och sedan 2013 är Karin Nink chefredaktör.